# 阿久根市立阿久根中学校
阿久根市立阿久根中学校（あくねしりつあくねちゅうがっこう）は、鹿児島県阿久根市波留にある市立中学校。

## 概要
- 阿久根市内の中学校で一番生徒数・学級数が多い。

## 沿革
- 1947年（昭和22年） - 阿久根町立阿久根中学校として設置される[1]。
- 1952年（昭和27年） - 阿久根町が市制施行し阿久根市となったのに伴い、阿久根市立阿久根中学校に改称。
- 2020年（令和2年） - 阿久根市立大川中学校を併合

## 通学区域
- 阿久根小学校校区　全体
- 西目小学校校区　全体
- 山下小学校校区　全体
- 尾崎小学校校区　全体（令和5年度より休校）
- 折多小学校校区　一部
- 大川小学校校区　全体

## 主な出身者
- 妹尾ひでみ（柔道選手）